# Moutiers-Saint-Jean
Moutiers-Saint-Jean è un comune francese di 261 abitanti situato nel dipartimento della Côte-d'Or nella regione della Borgogna-Franca Contea.

## Società

### Evoluzione demografica
Abitanti censiti